# 村上淑子
村上 淑子（むらかみ よしこ）は、日本の元卓球選手。現役時代は全日本卓球選手権大会など多くの大会で活躍した。

## 経歴
広島県立三原高等学校を経て専修大学入学。以降、記述するダブルスのペアは全て松崎キミ代。
1958年度、全日本大学総合卓球選手権大会個人の部女子ダブルスで優勝。全日本選手権女子ダブルス決勝では前年優勝の江口冨士枝 / 山泉和子組を2-1で下し初優勝。
1959年度、大学選手権女子ダブルスで2連覇。国民体育大会卓球競技で山泉、松崎とともに優勝。全日本選手権シングルス決勝では松崎に2-3で敗れ準優勝。女子ダブルス決勝では山泉 / 設楽義子組を2-1で下し2度目の優勝。
1960年度、帝人三原に所属。ボンベイ  (インド) で開催されたアジア卓球選手権シングルスでは銀メダル、団体で金メダル獲得。全日本選手権女子ダブルス決勝では前年と同じ組み合わせになった山泉 / 設楽組に1-2で敗れ準優勝。
1961年度、全日本選手権女子ダブルス決勝では山泉改め伊藤 / 山中教子組を2-0で下し3度目の優勝。